# Ligne de fortifications de Cottoner

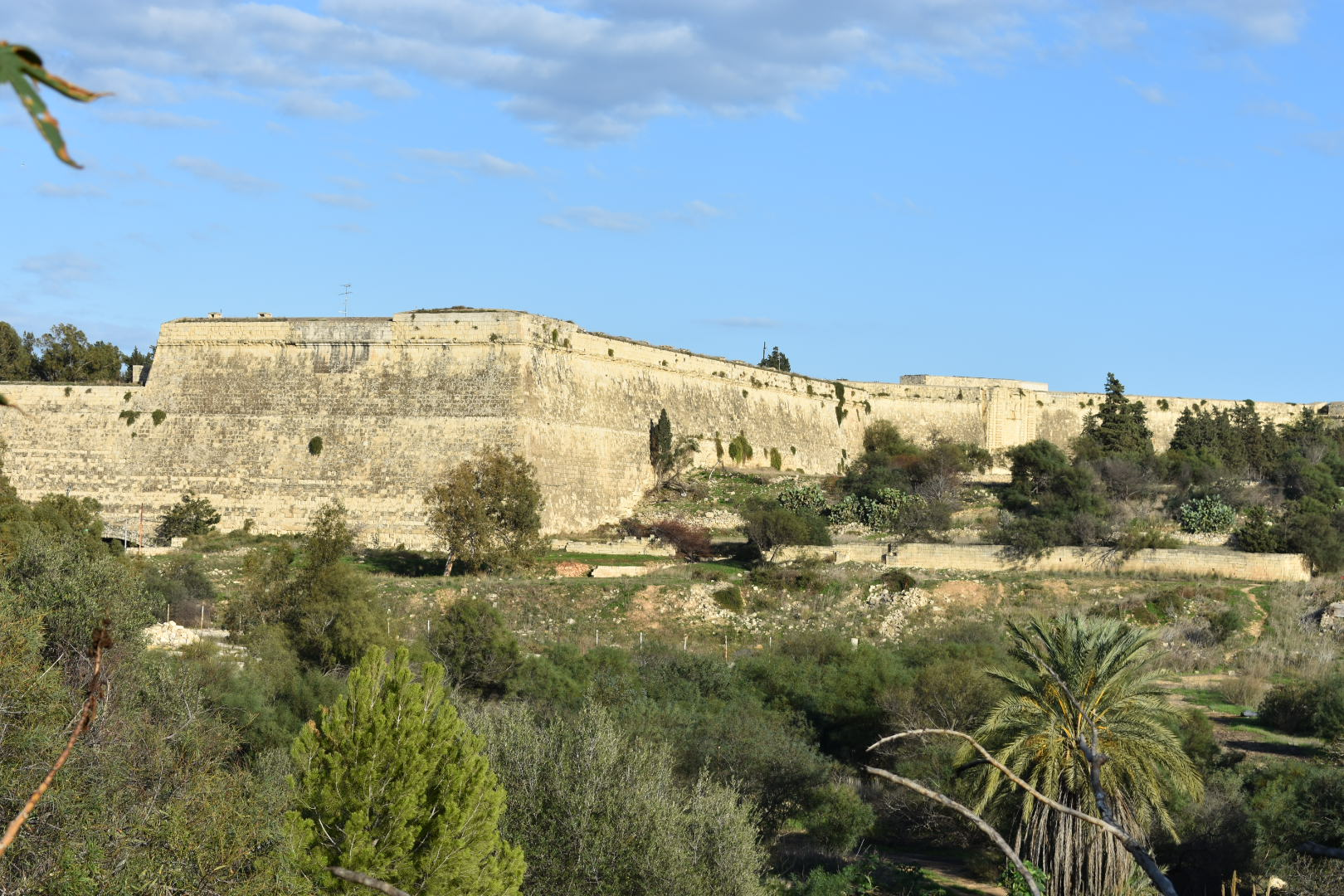
Ligne de fortifications de Cottoner

La ligne de fortifications de Cottoner (en maltais is-Swar tal-Kottonera et Cottonera Lines en anglais) est une ligne de fortification à Malte.
Elle est construite à la demande du grand maître de l'ordre de Saint-Jean de Jérusalem Nicolas Cottoner y de Oleza par Antonio Maurizio Valperga, ingénieur militaire du duc de Savoie. Devant les craintes de nouvelles invasions de l'archipel maltais après la chute de Candie et la prise de la Crète, plutôt que de renforcer les défenses du côté du Grand Harbour, il choisit, contre l'avis de beaucoup de princes européens, de renforcer la ligne de fortifications Sainte-Marguerite en englobant une grande superficie de terre pour permettre d'abriter une population de 4 000 personnes avec armes, bagages et bétail. La première pierre du rempart de 4,5 km de long est posée le 28 août 1670 par le grand maître, qui finance l'ensemble de la construction. Pour conforter les Cottonera Lines, Valperga prévoit aussi le fort Ricasoli à l'entrée du Grand Port financé par le chevalier Giovani Francesco Ricasoli.
La ligne de Cottoner délimite ce qui est appelé les Trois Cités, Il-Birgu, L-Isla et Bormla, par les Français après leur occupation de l'île de Malte en 1798.